# Francesco de Tatti
Ne pas confondre avec Francesco Tatti da Sansovino
Francesco de Tatti ou Francesco de' Tatti  (actif à Varèse de 1512 à 1520) est un peintre italien.

## Principales œuvres
- Museo Poldi Pezzoli de Milan (salle des Lombards) deux panneaux de la prédelle d'un polyptyque inconnu[1] :
  - Annonciation (v. 1530), en tempera sur panneau (de gauche ?), un bois de  35,9 × 48,7 cm,
  - Nativité (v. 1530), tempera sur panneau (central ?),  un bois de 36,5 × 70 cm.
- Polyptyque de Sant'Imerio[2], Bosto di Varèse[3].
- Vierge à l'Enfant accompagnée par deux anges (1512), 98 × 61 cm, Musée des beaux-arts de Nancy.
- Saint François d'Assise et Saint Étienne, Musée Fesch, Ajaccio, Corse.